# Peter Emil Huber-Werdmüller

Peter Emil Huber-Werdmüller

Peter Emil Huber-Werdmüller (* 24. Dezember 1836 in Zürich; † 4. Oktober 1915 ebenda) war ein Schweizer Industrieller, der u. a. die Maschinenfabrik Oerlikon gründete.

## Studium und Wirkung in der Wirtschaft
Der Sohn des Zürcher Seidenfabrikanten Johann Rudolf Huber besuchte Schulen in Zürich und im Welschland und studierte ab 1855 am Eidgenössischen Polytechnikum Zürich Maschinenbau. 1858 erhielt er das Diplom als Ingenieur und ergänzte sein Wissen anschliessend am Conservatoire National des Arts et Métiers in Paris. Zudem war er längere Zeit in England. Im damals führenden Industrieland konnte er sich weitere Kenntnisse erwerben. 
Erste Anstellungen hatte er bei den Gebrüdern Sulzer in Winterthur, die damals von Charles Brown sen. geleitet wurde. In Brown hatte Huber einen ebenso fachlich hervorragenden wie auch ihn fördernden Lehrherren. Danach konnte er seine Kenntnisse bei der Escher, Wyss & Cie. in Zürich erweitern. 1863 gründete er mit dem englischen Ingenieur M. M. Jackson die Giesserei P. E. Huber & Co. in Oerlikon. Dieser Betrieb wurde aus wirtschaftlichen Gründen 1867 an die Firma Daverio, Siewerdt & Giesker in Rorschach verkauft und 1872 liquidiert.
1876 wurde die Werkzeug- und Maschinenfabrik Oerlikon neu organisiert und Huber-Werdmüller zum Präsidenten des Verwaltungsrates dieser Gesellschaft berufen. Er trieb die Entwicklung des Betriebes zielstrebig voran, gliederte 1884 eine elektrische Abteilung an und setzte Charles Brown sen. als deren Leiter ein. Brown brachte seine beiden Söhne Charles und Sidney, zwei hervorragende Ingenieure, mit in den Betrieb. Öffentlich wurden die Leistungen von Huber-Werdmüller und Oerlikon mit der Einrichtung einer Trasse zur Gleichstromübertragung von Kriegstetten nach Solothurn sowie über die Schweizer Grenze hinaus bei der Internationalen Elektrotechnischen Ausstellung 1891 in Frankfurt am Main, wo erstmals die Drehstromübertragung Lauffen–Frankfurt vorgestellt wurde, zu der Oerlikon die Generatoren geliefert hatte. Später übernahm Hubers Schwiegersohn Dietrich Schindler-Huber die Leitung des Unternehmens.
Die Entwicklung der elektrischen Abteilung von Oerlikon hatte für das technische Fortkommen in der Schweiz und in Europa noch eine weitere Auswirkung. 1886 bestellte der Entdecker der Aluminium-Schmelzflusselektrolyse, Paul Louis Toussaint Héroult, bei Oerlikon eine Dynamomaschine und kam 1887 selbst nach Zürich, um elektrolytische Versuche zu machen. Huber-Werdmüller, der schon früh die Bedeutung des Aluminiums als Werkstoff erkannt hatte, erkannte die immensen Vorteile des Héroult’schen Verfahrens. Zusammen mit den ebenso weit blickenden Unternehmerpersönlichkeiten Georg Robert Neher, Direktor der Schweizerischen Waggon-Fabrik in Neuhausen am Rheinfall, und Gustave Naville, Präsident der Firma Escher, Wyss & Cie. in Zürich, trieb er seine Idee einer Aluminiumfabrik in Neuhausen voran.

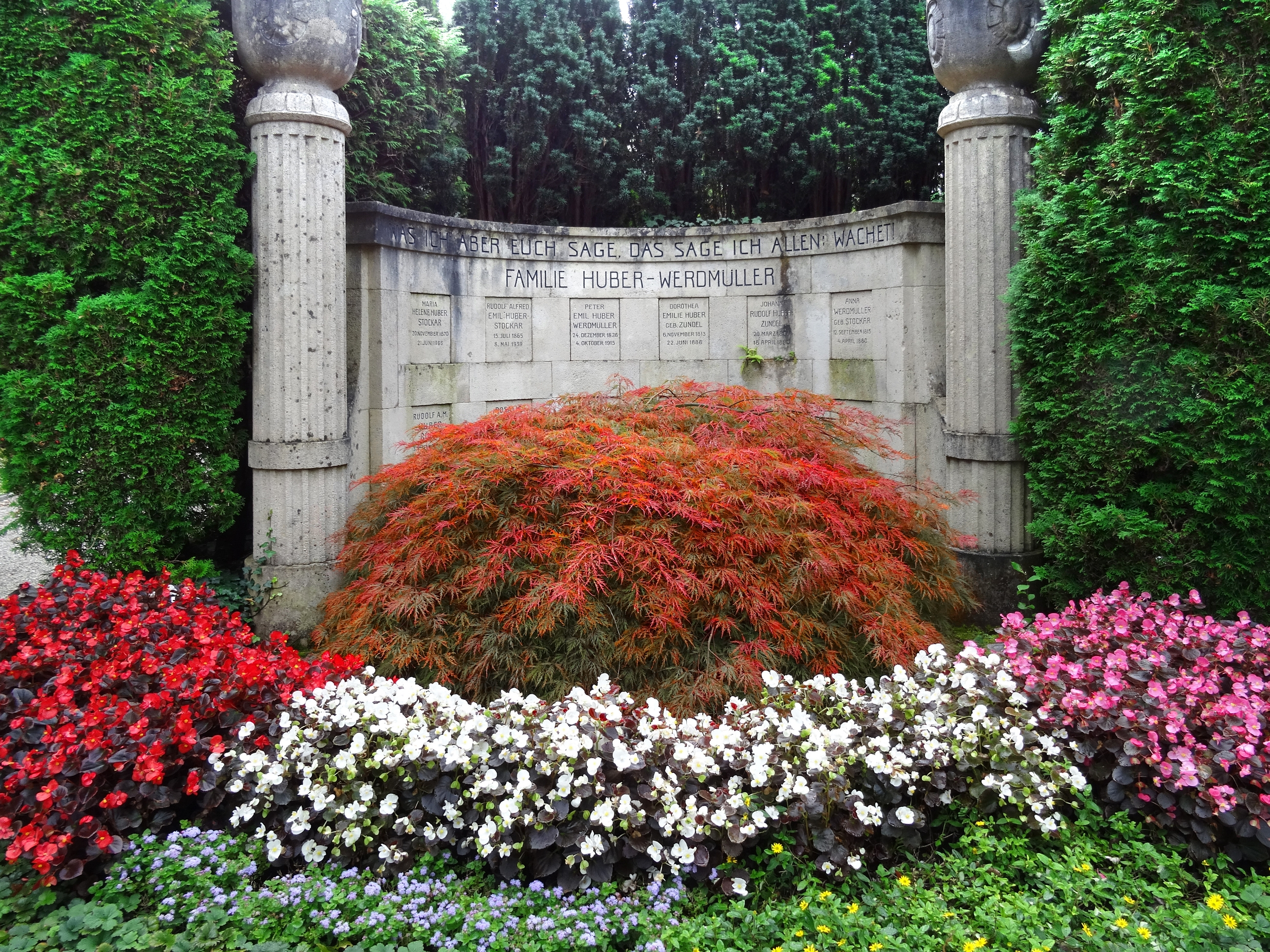
Grab, Friedhof Enzenbühl, Zürich

Die Familie Neher verfügte seit dem frühen 19. Jahrhundert über die Wasserrechte am Rheinfall, die nun seit 1889 für die Stromerzeugung genutzt werden konnten, sowie mit ihrer Maschinenfabrik und dem benachbarten Eisenwerk über die industrielle Infrastruktur an diesem Standort. Die Firma Oerlikon, die damals die grössten Gleichstromgeneratoren der Welt produzierte, installierte solche Maschinen zur grosstechnischen Gewinnung des Stroms, der für den enormen Energiebedarf des Héroult-Verfahrens notwendig war. Escher Wyss & Cie. lieferte die Turbinen. Mit weiteren Aktionären wurde im Oktober 1887 die Schweizerische Metallurgische Gesellschaft gegründet, aus der dann die Aluminium Industrie AG., Neuhausen (AIAG) hervorging, die ihrerseits 1963 in die Schweizerische Aluminium AG überführt wurde.
Damit wurde Schaffhausen zur Wiege der Aluminiumindustrie Europas und Huber-Werdmüller hat diese Entwicklung etwa als Mitgründer der Kraftübertragswerke Rheinfelden (heutige Energiedienst Holding) und dem Bau des dortigen Aluminiumwerks (Aluminium Rheinfelden) mit vorangetrieben. 
1864 heiratete er Anna Marie, geborene Werdmüller (* 22. Juni 1844; † 5. Oktober 1911). Die gemeinsamen Söhne waren Emil und Max der die Traditionen seines Vaters des Engagements in Wirtschaft und Gesellschaft fort setzte.
Peter Emil Huber-Werdmüller fand auf dem Zürcher Friedhof Enzenbühl seine letzte (heute geräumte) Ruhestätte.

## Wirken in öffentlichen Ämtern
Ab 1867 widmete sich Huber in öffentlichen Funktionen vor allem der Entwicklung der Verkehrsinfrastruktur in der näheren und weiteren Umgebung von Zürich. Ausgehend vom Amt des Gemeinderats in der Zürcher Vorortsgemeinde Riesbach, seinem Geburtsort, setzte er sich als Bauvorstand im Gemeinderat für einen grosszügigen Strassenausbau ein. Er förderte auch den Bau einer funktionsgerechten Quaianlage am Zürichsee. Infolge der Erschliessung des Seefeldes hatte er sich mit den Problemen des Eisenbahnbaus zu beschäftigen und wurde so Mitglied im Verwaltungsrat der Schweizerischen Nordostbahn. Huber war wesentlich an der Gründung der Uetlibergbahn beteiligt, wo er sich gegen grosse Widerstände dafür einsetzte, dass diese Strecke als Adhäsionsbahn gebaut wurde. Auch die Entwicklung des schienengebundenen Nahverkehrs in Zürich und Umgebung hat Huber wesentlich mit angeschoben. So bereitete er die Gründung eines Strassenbahnverbandes Zürich–Riesbach–Enge, der Zürcher Strassenbahngesellschaft, vor, die zunächst eine Rösslitram baute. Nach der Stadtvereinigung von 1893 leitete er die Gründung der Elektrischen Strassenbahn Zürich in die Wege.
Huber-Werdmüller gehörte 1889 zu den Mitbegründern des Schweizerischen Elektrotechnischen Vereins (SEV) und wurde 1909 zu dessen Ehrenmitglied ernannt. Er gehörte auch dem Verein Deutscher Ingenieure (VDI) an und dem Württembergischen Bezirksverein des VDI an.